# Strategus
Strategus är ett släkte av skalbaggar. Strategus ingår i familjen Dynastidae.

## Bildgalleri

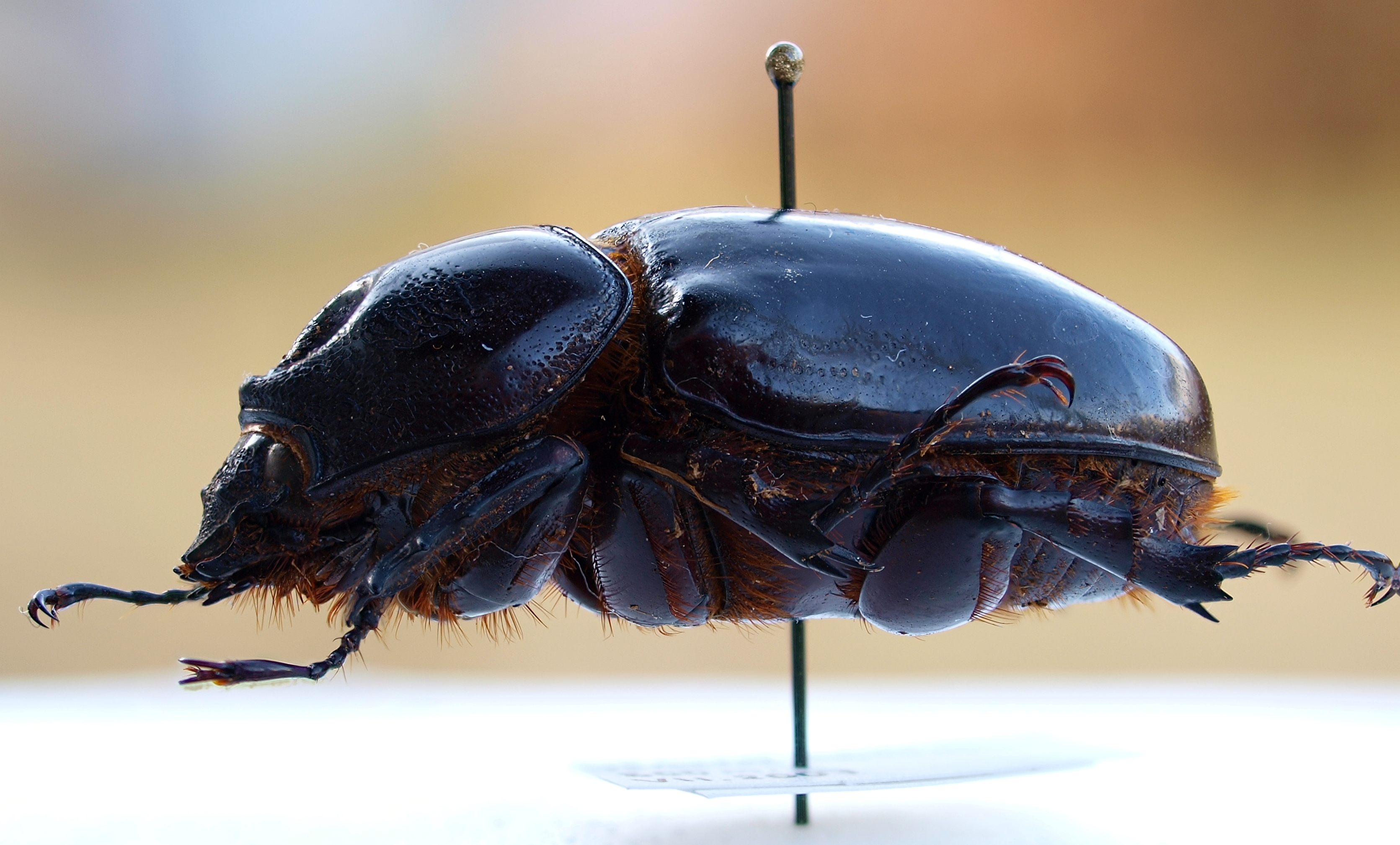
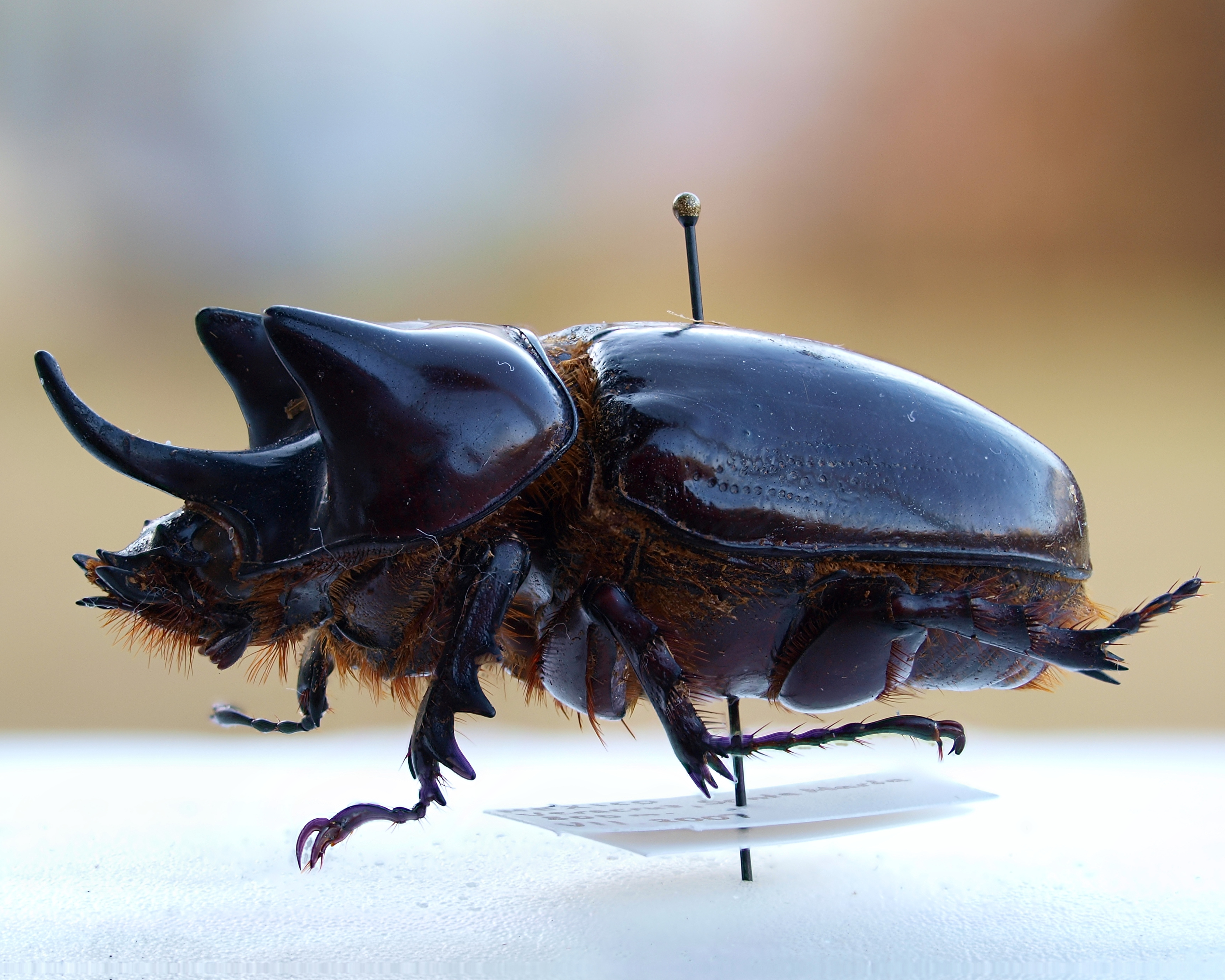
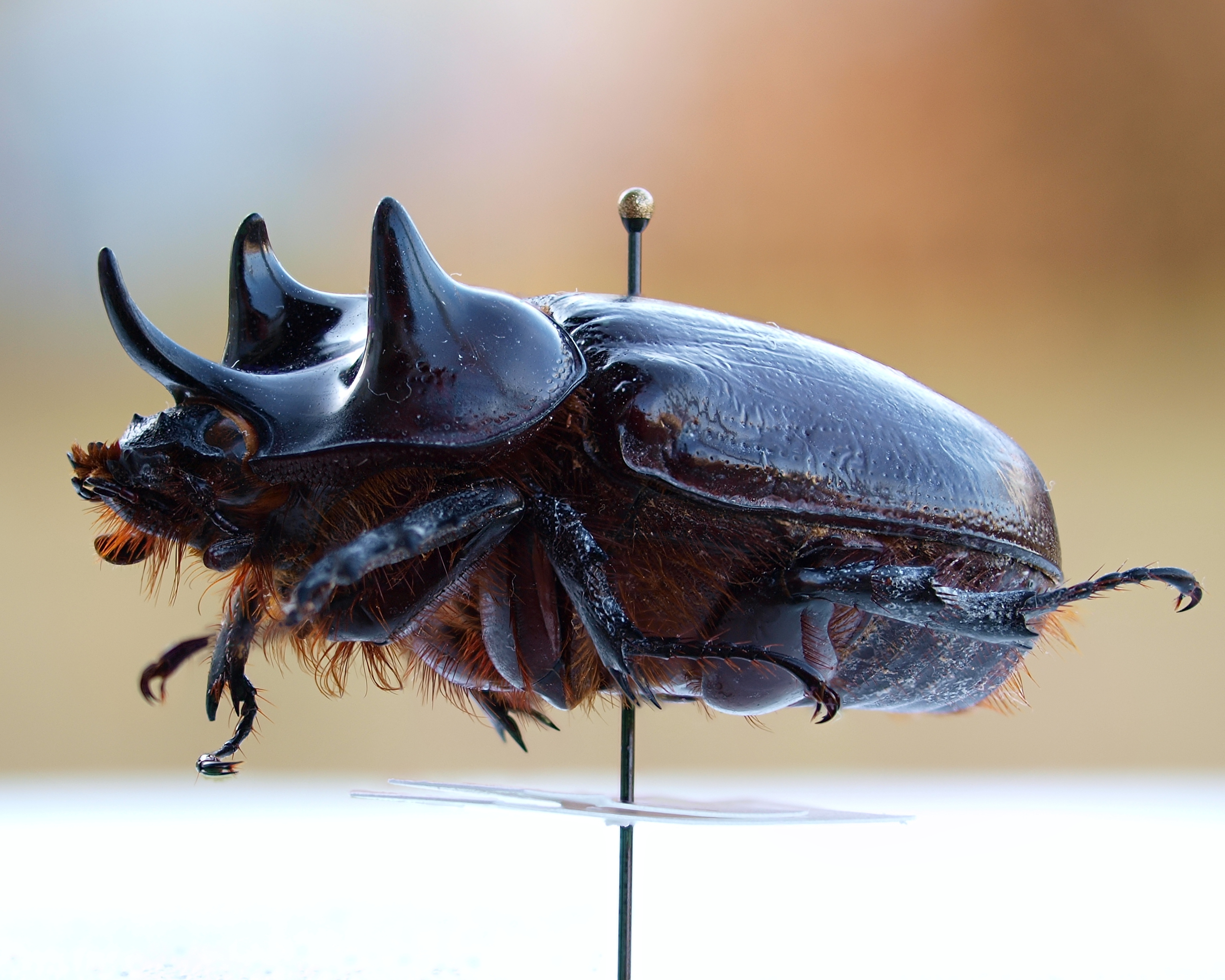

## Dottertaxa tillStrategus, i alfabetisk ordning[1]
- Strategus adolescens
- Strategus aenobarbus
- Strategus ajax
- Strategus aloeus
- Strategus anachoreta
- Strategus antaeus
- Strategus argentinus
- Strategus atlanticus
- Strategus caymani
- Strategus centaurus
- Strategus cessatus
- Strategus cessus
- Strategus craigi
- Strategus fallaciosus
- Strategus fascinus
- Strategus hipposiderus
- Strategus howdeni
- Strategus inermis
- Strategus jugurtha
- Strategus longichomperus
- Strategus mandibularis
- Strategus moralesdelgadorum
- Strategus mormon
- Strategus oblongus
- Strategus sarpedon
- Strategus simson
- Strategus splendens
- Strategus surinamensis
- Strategus symphenax
- Strategus syphax
- Strategus talpa
- Strategus tarquinius
- Strategus temoltzin
- Strategus validus
- Strategus verrilli